# Romain Sato
Romain Guessagba Sato Lebel (Bimbo, 2 marzo 1981) è un ex cestista centrafricano.

## Carriera
Sato dal 2000 al 2004 frequenta l'Università di Xavier. Nel 2004 viene selezionato nel draft NBA 2004 dai San Antonio Spurs al numero 52. Resta nella NBA fino al febbraio del 2005, ma senza entrare mai in campo.
Nel 2005 firma per l'Aurora Jesi in Legadue, dove domina il campionato. Nei play-off di Lega2 ha eccellenti medie realizzative: 35 punti.
Dopo Jesi, decide di concludere la stagione giocando i play-off del campionato spagnolo con il Barcelona. Dopo l'esperienza in Spagna, ritorna in Italia nella Mens Sana Siena, con cui ha vinto 4 scudetti, 2 Coppe Italia, 3 Supercoppe e partecipato alla Final Four di Eurolega. Nel luglio del 2010 si trasferisce in Grecia nel Panathīnaïkos. Nel 2011 vince l'Eurolega battendo in semifinale proprio la sua ex-squadra toscana e in finale il Maccabi Tel Aviv. Nell'estate del 2012 si trasferisce al Fenerbahçe ritrovando Simone Pianigiani suo allenatore ai tempi di Siena.
Con la Rep. Centrafricana ha disputato quattro edizioni dei Campionati africani (2001, 2003, 2009, 2021).

## Palmarès

### Competizioni nazionali
- Campionato italiano: 4

Mens Sana Siena: 2006-07, 2007-08, 2008-09, 2009-10
- Coppa Italia: 2

Mens Sana Siena: 2009, 2010
- Supercoppa italiana: 3

Mens Sana Siena: 2007, 2008, 2009
- Campionato spagnolo: 1

Valencia: 2016-17
- Campionato greco: 1

Panathinaikos: 2010-11
- Coppa di Grecia: 1

Panathinaikos: 2011-12
- Coppa di Turchia: 1

Fenerbahçe Ülker: 2012-13

### Competizioni internazionali
- Eurolega: 1

Panathinaikos: 2010-11
- Eurocup: 1

Valencia: 2013-14

### Individuale
- MVP Supercoppa italiana: 1

Mens Sana Siena: 2009
- MVP Serie A: 1

Mens Sana Siena: 2010